# Groupe de NGC 7232
Le groupe de NGC 7232 comprend au moins quatre galaxies situées dans la constellation de la Grue. La distance moyenne entre ce groupe et la Voie lactée est d'environ 26,0 Mpc (∼84,8 millions d'al).

## Membres
Le tableau ci-dessous liste les quatre galaxies du groupe indiquées dans l'article de A.M. Garcia paru en 1993.
| Nom                   | Class.        | Type                               | α (J2000.0)      | δ (J2000.0)      | Vitesse radiale (km/s) | m       | Distance (Mpc) | Diamètre (kal) |
| --------------------- | ------------- | ---------------------------------- | ---------------- | ---------------- | ---------------------- | ------- | -------------- | -------------- |
| NGC 7232              | SB(rs)a?      | Spirale barrée                     | 22h 15m 38.00s   | -45° 51′ 00.30″  | 1915 ± 5               | 12,0    | 25,1 ± 1,8     | 183            |
| NGC 7233              | SAB(r)a       | Spirale intermédiaire              | 22h 15m 48.980s  | -45° 50′ 47.20″  | 1915 ± 5               | 12,0    | 24,0 ± 1,7     | 92             |
| NGC 7232B (PGC 68443) | (R'_2)SB(s)dm | Spirale barrée naine &magellanique | 22h 15m 52.4506s | -45° 46′ 50.254″ | 2160 ± 6               | 12,2378 | 28,7 ± 2,0     | 119            |
| IC 5181               | S0^01 S0?     | Lenticulaire                       | 22h 13m 21.7s    | -46° 01′ 03.4″   | 1987 ± 24              | 12,3    | 26,1 ± 1,9     | 90             |

On constate toutefois que les critères de regroupement varient d'un auteur à l'autre. Selon un article publié en 1982 par Huchra et Geller, IC 5181 fait partie d'un trio de galaxies qui comprend NGC 7213 et IC 5201.
Le site DeepskyLog permet de trouver aisément les constellations des galaxies mentionnées dans ce tableau ou si elles ne s'y trouvent pas, l'outil du site constellation permet de le faire à l'aide des coordonnées de la galaxie. Sauf indication contraire, les données proviennent du site NASA/IPAC.